# Culex gossi
Culex gossi är en tvåvingeart som beskrevs av Richard Mitchell Bohart 1956. Culex gossi ingår i släktet Culex och familjen stickmyggor. Inga underarter finns listade i Catalogue of Life.